# Ostreichnion curtisii
Ostreichnion curtisii är en svampart som först beskrevs av Duby, och fick sitt nu gällande namn av M.E. Barr 1975. Ostreichnion curtisii ingår i släktet Ostreichnion och familjen Mytilinidiaceae.   Inga underarter finns listade i Catalogue of Life.